# Bryophryne zonalis
Bryophryne zonalis is een kikker uit de familie Strabomantidae. De wetenschappelijke naam van de soort werd gepubliceerd door Edgar Lehr in 2009.
De soort komt endemisch voor in Marcapata valley langs de weg tussen Huallahualla en Quincemil in Peru op hoogtes van 3129 tot 3285 meter boven het zeeniveau.